# Franz Eberhard
Franz Eberhard (* 15. Dezember 1944; † 27. Mai 2014) war ein Schweizer Architekt und Stadtbaumeister.

## Leben und Werk

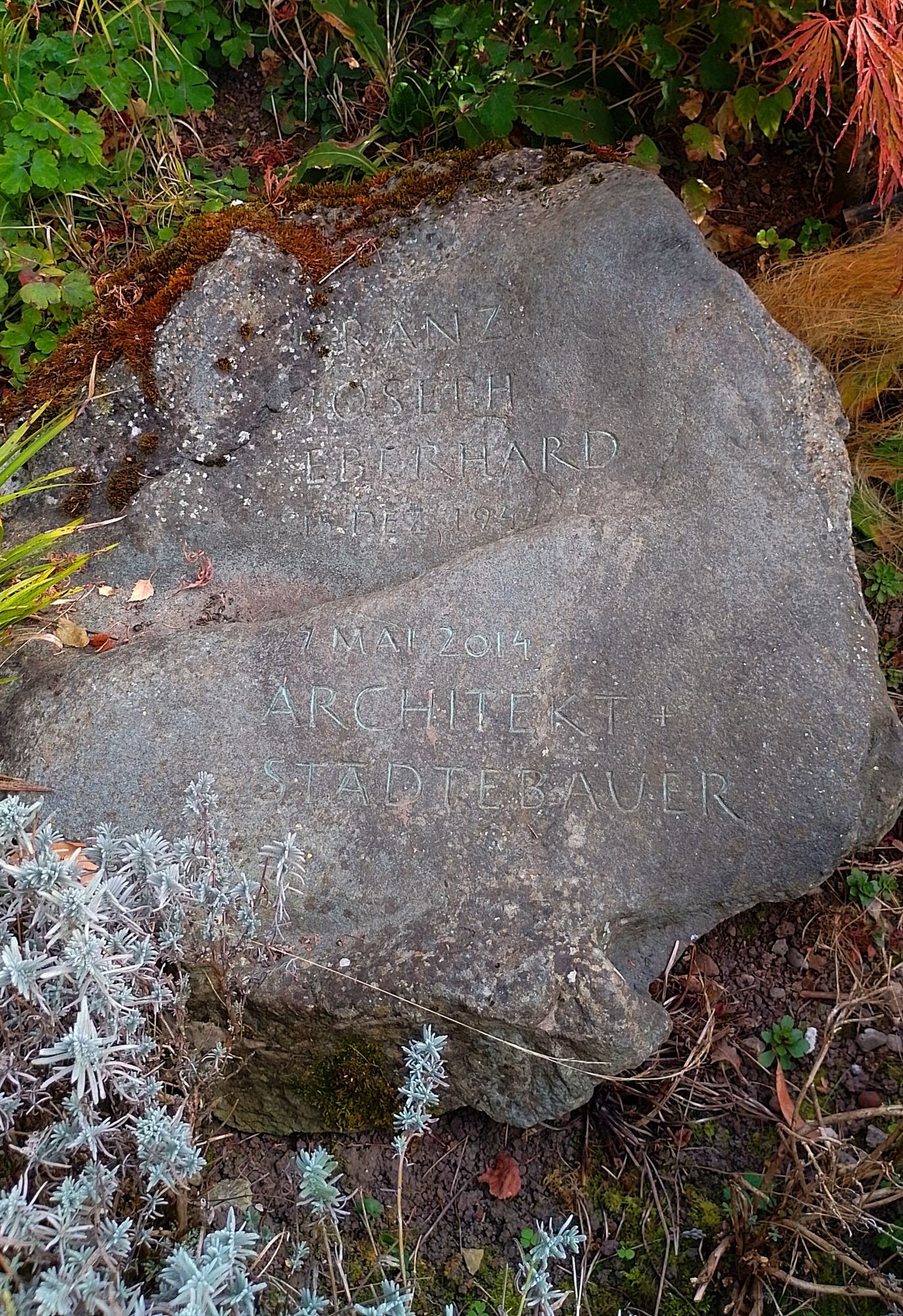
Grab, Friedhof Enzenbühl, Zürich

Franz Eberhard wuchs in Schänis auf und studierte von 1965 bis 1970 Architektur an der ETH Zürich.  Anschliessend arbeitete er in Architekturbüros und im eigenen Atelier. Ab 1975 war er in St. Gallen der stellvertretende Architekt von Stadtbaumeister Paul Biegger (1918–1998). Im Stadtrat Werner Pillmeier (1921–1988) fand er einen Freund und Mentor, der ihn förderte und von ihm, als begnadetem Verhandler, profitierte.
Franz Eberhard wurde 1983 zum Stadtbaumeister von St. Gallen gewählt und war als solcher bis 1997 im Amt. Für diverse Projekte konnte er Santiago Calatravca engagieren. 1992 wurde St. Gallen für ökologisches Bauen und städtebauliche Studien mit dem Wakkerpreis ausgezeichnet.
1996 holte ihn Ursula Koch nach Zürich, wo er Direktor des Amts für Siedlungspolitik und Städtebau wurde. Nach seiner Pensionierung 2009 betreute Eberhard als Berater und Mediator städtebauliche Projekte. Zudem sass er in Jurys und Beiräten. In Kreuzlingen war Eberhard Mitglied der Stadtbildkommission sowie Berater für den Studienauftrag zum Herisauer Bahnhofareal.
Franz Eberhard war mit Barbara Eberhard-Halter verheiratet. Seine letzte Ruhestätte fand er auf dem Friedhof Enzenbühl in Zürich.